# Ngày cá tháng tư trên wikipedia
Ngày Cá tháng Tư trên Wikipedia là sự kiện được tổ chức vào ngày 1 tháng 4 hàng năm trên các phiên bản Wikipedia. Trong ngày này, các biên tập viên thường tham gia chỉnh sửa các bài viết theo phong cách hài hước hoặc tạo ra các nội dung vui nhộn nhằm mang đến trải nghiệm giải trí cho người đọc.

## Mục đích
Mục tiêu của Ngày Cá tháng Tư trên Wikipedia gồm:
- Tạo ra các bài viết hài hước, sáng tạo và thú vị cho cộng đồng.
- Khuyến khích sự tương tác và tham gia của biên tập viên.
- Mang lại trải nghiệm giải trí cho độc giả trong ngày đặc biệt.

## Diễn biến
Trong ngày này, biên tập viên trên Wikipedia thực hiện các hoạt động như:
- Chỉnh sửa các bài viết theo phong cách hài hước, thêm các chi tiết giả tưởng hoặc vui nhộn.
- Tạo ra các bài viết mới mang tính giải trí hoặc mang yếu tố “trêu đùa”.
- Tham gia các trò chơi, thử thách nội bộ giữa các biên tập viên.

## Kết quả
- Các bài viết được tạo ra hoặc chỉnh sửa thường mang tính giải trí cao.
- Sự kiện giúp tăng cường sự tương tác và gắn kết trong cộng đồng Wikipedia.
- Góp phần phổ biến kiến thức thông qua cách tiếp cận sáng tạo và vui nhộn.